# Gagret
Gagret är en ort i Indien.   Den ligger i distriktet Una och delstaten Himachal Pradesh, i den norra delen av landet, 400 km norr om huvudstaden New Delhi. Gagret ligger 470 meter över havet och antalet invånare är 3 025.
Terrängen runt Gagret är varierad. Runt Gagret är det ganska tätbefolkat, med 222 invånare per kvadratkilometer. Närmaste större samhälle är Daulatpur, 15,9 km norr om Gagret. Trakten runt Gagret består till största delen av jordbruksmark.